# Blitta
Blitta – miasto w środkowym Togo, w regionie Centre. Położone jest nad rzeką Anié, około 230 km na północ od stolicy kraju, Lomé. W spisie ludności z 6 listopada 2010 roku liczyło 9735 mieszkańców.